# Белтон (Техас)

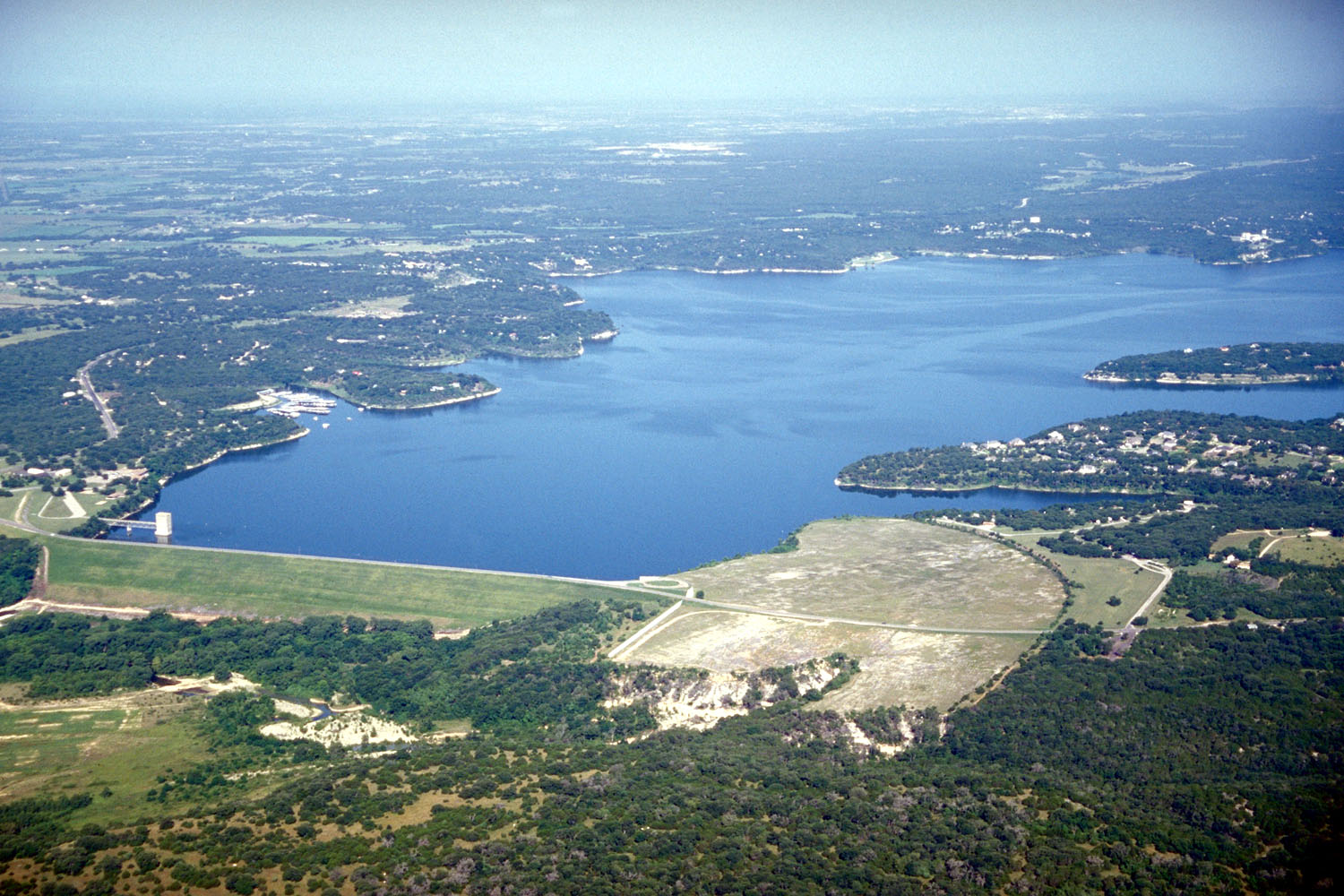
Дамба и озеро Белтон

Бе́лтон (англ. Belton) — город в США, расположенный в центральной части штата Техас, административный центр округа Белл. По данным переписи за 2010 год число жителей составляло 18 216 человек, по оценке Бюро переписи США в 2018 году в городе проживало 21 123 человека.

## История
Город появился в 1850 году и сначала носил название Ноландвилл. В 1851 году, вслед за появлением округа Белл, город получил своё нынешнее название в честь третьего губернатора Техаса Питера Белла и стал административным центром округа. В 1868 году видная деятельница общерелигиозной воскресной школы Белтона Марта МакУиртер создала первую в Техасе женскую коммуну. Один из зажиточных жителей города, Томас Кокран однажды пригрозил устроить кулачный бой с МакУиртер на одной из центральных улиц, оскорбляя её и утверждая, что если она хочет жить как мужчина, то Бог хочет, чтобы она 
была готова к дракам на улицах, как мужчины. 15 женщин из общины выскочили на улицу, взяв вилы и другие сельскохозяйственные орудия. Кокрейн вынужден был отступить, но так и остался врагом коммуны. Коммуна вынуждена была переехать в Мэриленд в 1899 году, после того как Кокран отказался продавать свои товары в гостинице коммуны. В 1880-х годах город процветал, появились новое здание окружного суда, женский Университет Мэри Хардин-Бэйлор. В 1881 году город проиграл борьбу за железное депо и перекрёсток железных дорог городу Темпл. В 1913 году произошло крупнейшее в истории города наводнение, после которого местный парк был назван в честь одной из погибших, Йетти Полк. Очередная фаза процветания в городе наступила после создания базы Форт-Худ в 1942 году.

## География
Белтон находится в центре округа Белл, его координаты: 31°03′08″ с. ш. 97°28′46″ з. д.. Город стоит на берегу реки Леон, на противоположном берегу находится Темпл. Через город протекает ручей Нолан-Крик, впадающий в Леон. На юге город пересекает река Лампасас.
Согласно данным бюро переписи США, площадь города составляет более 54,7 квадратных километров, примерно 52,4 из которых являются сушей, а 2,4 — водной поверхностью.

### Климат
Согласно классификации климатов Кёппена, в Белтоне преобладает влажный субтропический климат.
| Показатель                    | Янв. | Фев. | Март | Апр. | Май  | Июнь | Июль | Авг. | Сен. | Окт. | Нояб. | Дек. | Год  |
| ----------------------------- | ---- | ---- | ---- | ---- | ---- | ---- | ---- | ---- | ---- | ---- | ----- | ---- | ---- |
| Абсолютный максимум, °C       | 18,7 | 21,2 | 24,6 | 27,9 | 32,1 | 35,3 | 37,3 | 37,1 | 34,2 | 28,8 | 23,9  | 18   | 37,3 |
| Средний суточный максимум, °C | 15,3 | 17,2 | 21,3 | 25,6 | 29,2 | 32,7 | 34,9 | 35,3 | 32   | 26,9 | 20,8  | 15,9 | 25,6 |
| Средняя температура, °C       | 8,6  | 10,3 | 14,6 | 19   | 23,3 | 26,8 | 28,3 | 28,5 | 25,3 | 19,8 | 14,3  | 9,2  | 19,1 |
| Средний суточный минимум, °C  | 1,8  | 3,4  | 7,9  | 12,4 | 17,4 | 20,8 | 21,6 | 21,8 | 18,6 | 12,6 | 7,8   | 2,6  | 12,4 |
| Абсолютный минимум, °C        | −2,3 | −0,3 | 4,9  | 9,1  | 15,3 | 19   | 19,5 | 19,6 | 15,8 | 9,7  | 4,9   | −4,3 | −4,3 |
| Норма осадков, мм             | 44   | 69   | 67   | 63   | 117  | 103  | 44   | 67   | 81   | 102  | 75    | 63   | 895  |
| Источник: weatherbase.com     |      |      |      |      |      |      |      |      |      |      |       |      |      |

## Население
Согласно переписи населения 2010 года, в 2010 году в городе проживало 18 216 человек, 6168 домохозяйств, 4153 семей. Расовый состав города: 74,5 % — белые, 8,1 % — чернокожие, 0,9 % — коренные жители США, 1,6 % — азиаты, 0,2 % — жители Гавайев или Океании, 11,8 % — другие расы, 3 % — две и более расы. Число испаноязычных жителей любых рас составило 29,1 %.
Из 6168 домохозяйств, в 32,9 % проживают дети младше 18 лет. В 46,4 % случаев в домохозяйстве проживают женатые пары, 16,3 % — домохозяйства без мужчин, 32,7 % — домохозяйства, не составляющие семью. 26,2 % домохозяйств представляют из себя одиноких людей, 8,7 % — одиноких людей старше 65 лет. Средний размер домохозяйства составляет 2,64 человека. Средний размер семьи — 3,22.
31,6 % населения города младше 20 лет, 31,2 % находятся в возрасте от 20 до 39, 26,3 % — от 40 до 64, 10,8 % — 65 лет и старше% находятся в возрасте от 20 до 39, 30 % — от 40 до 64, 17,6 % — 65 лет и старше. Средний возраст составляет 29,2 лет.
Согласно данным пятилетнего опроса 2018 года, средний доход домохозяйства в Белтоне составляет 53 623 доллара США в год, средний доход семьи — 63 100 долларов. Доход на душу населения в городе составляет 25 031 доллар. Около 13,2 % семей и 17,1 % населения находятся за чертой бедности. В том числе 24,6 % в возрасте до 18 лет и 10,9 % в возрасте 65 и старше.

## Местное управление
Управление городом осуществляется городским советом из семи членов, включая мэра и его заместителя. Другими важными должностями, на которые происходит наём сотрудников, являются:
- Сити-менеджер
- Городской юрист
- Городской клерк
- Помощник сити-менеджера, глава полиции
- Глава пожарной охраны
- Директор финансовой службы
- Начальник отдела кадров
- Директор общественных работ и городской инженер
- Директор IT службы
- Директор библиотек
- Директор парковой службы
- Директор службы планирования
- Координатор грантов и спецпроектов
- Офицер по связям с общественностью
- Исполнительный директор корпорации развития Белтона

## Инфраструктура и транспорт
Через город проходят межштатная автомагистраль I-35, ведущая из Остина в Уэйко, а также автомагистраль США US 190, ведущая из Белтона в Киллин.
Ближайшим аэропортом, выполняющим коммерческие пассажирские рейсы является региональный аэропорт Киллин — Форт-Худ.

## Образование
Город обслуживается независимым школьным округом Белтон.
В городе также располагается частный Университет Мэри Хардин-Бэйлор. Заведение аффилировано с Генеральной конвенцией баптистов в Техасе. В 2016 году приём студентов составил 3906 человек.

## Экономика
Согласно финансовому отчёту за 2017—2018 финансовый год, Белтон владел активами на $114,48 млн., долговые обязательства города составляли $40,09 млн. Доходы города в 2018 году составили $30,12 млн., а расходы — $25,13 млн.
Крупнейшими работодателями в городе являются:
| Работодатель                         | Число работников |
| ------------------------------------ | ---------------- |
| Независимый школьный округ Белтона   | 1735             |
| Округ Белл                           | 1151             |
| Университет Мэри Хардин-Бэйлор       | 642              |
| PSC (ранее James Construction Group) | 500              |
| TruMH (a Clayton Homes Co)           | 450              |
| H-E-B                                | 343              |
| Walmart                              | 286              |
| CGI                                  | 275              |
| Wolff Construction                   | 215              |
| Госпиталь и клиника Cedar Crest      | 215              |

## Отдых и развлечения
В Белтоне располагается выставочный центр округа Белл, в котором проходит множество концертов, спортивных соревнований и прочих мероприятий. В числе прочего, в экспоцентре находится зал славы техасских ковбоев.
В городе и окрестностях располагаются два озера: Белтон на реке Леон и Стиллхаус-Холлоу на реке Лампасас. В городе также работает водный парк развлечений Summer Fun Water Park.